# Совет министров СССР на 3 августа 1966 года
3 августа 1966 года Верховный Совет СССР образовал Правительство СССР — Совет Министров СССР в следующем составе:
- Председатель Совета Министров СССР — Косыгин Алексей Николаевич
- Первый заместитель Председателя Совета Министров СССР — Мазуров Кирилл Трофимович
- Первый заместитель Председателя Совета Министров СССР — Полянский Дмитрий Степанович
- Заместитель Председателя Совета Министров СССР, Председатель Государственного планового комитета Совета Министров СССР — Байбаков Николай Константинович
- Заместитель Председателя Совета Министров СССР, Председатель Государственного комитета Совета Министров СССР по материально-техническому снабжению — Дымшиц Вениамин Эммануилович
- Заместитель Председателя Совета Министров СССР, Председатель Государственного комитета Совета Министров СССР по науке и технике — Кириллин Владимир Алексеевич
- Заместитель Председателя Совета Министров СССР — Лесечко Михаил Авксентьевич
- Заместитель Председателя Совета Министров СССР — Новиков Владимир Николаевич
- Заместитель Председателя Совета Министров СССР, Председатель Государственного комитета Совета Министров СССР по делам строительства — Новиков Игнатий Трофимович
- Заместитель Председателя Совета Министров СССР — Смирнов Леонид Васильевич
- Заместитель Председателя Совета Министров СССР — Тихонов Николай Александрович
- Министр авиационной промышленности СССР — Дементьев Пётр Васильевич
- Министр автомобильной промышленности СССР — Тарасов Александр Михайлович
- Министр внешней торговли СССР — Патоличев Николай Семёнович
- Министр газовой промышленности СССР — Кортунов Алексей Кириллович
- Министр гражданской авиации СССР — Логинов Евгений Фёдорович
- Министр машиностроенмя для лёгкой и пищевой промышленности и бытовых приборов СССР — Доенин Василий Николаевич
- Министр морского флота СССР — Бакаев Виктор Георгиевич
- Министр оборонной промышленности СССР — Зверев Сергей Алексеевич
- Министр общего машиностроения СССР — Афанасьев Сергей Александрович
- Министр приборостроения, средств автоматизации и систем управления СССР — Руднев Константин Николаевич
- Министр путей сообщения СССР — Бещев Борис Павлович
- Министр радиопромышленности СССР — Калмыков Валерий Дмитриевич
- Министр среднего машиностроения СССР — Славский Ефим Павлович
- Министр станкостроительной и инструментальной промышленности СССР — Костоусов Анатолий Иванович
- Министр строительного, дорожного и коммунального машиностроения СССР — Новосёлов Ефим Степанович
- Министр судостроительной промышленности СССР — Бутома Борис Евстафьевич
- Министр тракторного и сельскохозяйственного машиностроения СССР — Синицын Иван Флегонтович
- Министр транспортного строительства СССР — Кожевников Евгений Фёдорович
- Министр тяжёлого, энергетического и транспортного машиностроения СССР — Жигалин Владимир Фёдорович
- Министр химического и нефтяного машиностроения СССР — Брехов Константин Иванович
- Министр электронной промышленности СССР — Шокин Александр Иванович
- Министр электротехнической промышленности СССР — Антонов Алексей Константинович
- Министр высшего и среднего специального образования СССР — Елютин Вячеслав Петрович
- Министр геологии СССР — Сидоренко Александр Васильевич
- Министр здравоохранения СССР — Петровский Борис Васильевич
- Министр иностранных дел СССР — Громыко Андрей Андреевич
- Министр культуры СССР — Фурцева Екатерина Алексеевна
- Министр лёгкой промышленности СССР — Тарасов Николай Никифорович
- Министр лесной, целлюлозно-бумажной и деревообрабатывающей промышленности СССР — Тимофеев Николай Владимирович
- Министр мелиорации и водного хозяйства СССР — Алексеевский Евгений Евгеньевич
- Министр монтажных и специальных строительных работ СССР — Якубовский Фуад Борисович
- Министр мясной и молочной промышленности СССР — Антонов Сергей Фёдорович
- Министр нефтедобывающей промышленности СССР — Шашин Валентин Дмитриевич
- Министр нефтеперерабатывающей и нефтехимической промышленности СССР — Фёдоров Виктор Степанович
- Министр обороны СССР — Малиновский Родион Яковлевич
- Министр пищевой промышленности СССР — Зотов Василий Петрович
- Министр промышленности строительных материалов СССР — Гришманов Иван Александрович
- Министр рыбного хозяйства СССР — Ишков Александр Акимович
- Министр связи СССР — Псурцев Николай Демьянович
- Министр сельского хозяйства СССР — Мацкевич Владимир Владимирович
- Министр торговли СССР — Струев Александр Иванович
- Министр угольной промышленности СССР — Братченко Борис Фёдорович
- Министр финансов СССР — Гарбузов Василий Фёдорович
- Министр химической промышленности СССР — Костандов Леонид Аркадьевич
- Министр цветной металлургии СССР — Ломако Пётр Фадеевич
- Министр чёрной металлургии СССР — Казанец Иван Павлович
- Министр энергетики и электрификации СССР — Непорожний Пётр Степанович
- Председатель Комитета народного контроля СССР — Кованов Павел Васильевич
- Председатель Государственного комитета Совета Министров СССР по вопросам труда и заработной платы — Волков Александр Петрович
- Председатель Государственного комитета Совета Министров СССР по профессионально-техническому образованию — Булгаков Александр Александрович
- Председатель Государственного комитета заготовок Совета Министров СССР — Министр СССР — Корниец Леонид Романович
- Председатель Государственного комитета лесного хозяйства Совета Министров СССР — Рубцов Василий Иванович
- Председатель Государственного комитета Совета Министров СССР по внешнеэкономическим связям — Скачков Семён Андреевич
- Председатель Комитета государственной безопасности при Совете Министров СССР — Семичастный Владимир Ефимович
- Председатель Всесоюзного объединения «Союзсельхозтехника» Совета Министров СССР — Ежевский Александр Александрович
- Председатель правления Государственного банка СССР — Посконов Алексей Андреевич
- Начальник Центрального статистического управления при Совете Министров СССР — Старовский Владимир Никонович

В соответствии со статьёй 70 Конституции СССР 1936 года в редакции 24 апреля 1962 года в состав Совета Министров СССР входили Председатели Советов Министров союзных республик по должности:
- Председатель Совета Министров РСФСР — Воронов Геннадий Иванович
- Председатель Совета Министров Украинской ССР — Щербицкий Владимир Васильевич
- Председатель Совета Министров Белорусской ССР — Киселёв Тихон Яковлевич
- Председатель Совета Министров Узбекской ССР — Курбанов Рахманкул
- Председатель Совета Министров Казахской ССР — Бейсебаев Масымхан
- Председатель Совета Министров Грузинской ССР — Джавахишвили Гиви Дмитриевич
- Председатель Совета Министров Азербайджанской ССР — Алиханов Энвер Назарович
- Председатель Совета Министров Литовской ССР — Шумаускас Мотеюс Юозович
- Председатель Совета Министров Молдавской ССР — Диордица Александр Филиппович
- Председатель Совета Министров Латвийской ССР — Рубен Виталий Петрович
- Председатель Совета Министров Киргизской ССР — Мамбетов Болот
- Председатель Совета Министров Таджикской ССР — Кахаров Абдулахад
- Председатель Совета Министров Армянской ССР — Мурадян Бадал Амаякович
- Председатель Совета Министров Туркменской ССР — Гапуров Мухамедназар
- Председатель Совета Министров Эстонской ССР — Клаусон Вальтер Иванович